# Byblia anvatara
Byblia anvatara är en fjärilsart som beskrevs av Jean Baptiste Boisduval 1833. Byblia anvatara ingår i släktet Byblia och familjen praktfjärilar. Inga underarter finns listade i Catalogue of Life.